# Melanie Oliver
Melanie Ann Oliver ist eine neuseeländische Filmeditorin.

## Leben und Karriere
Oliver absolvierte ein Studium mit der Fachrichtung Werbung/Marketing.
Danach begann sie ihre Karriere in der Filmbranche und erhielt 1990 einen ersten Auftrag als Schnittassistentin bei Jane Campions Film Ein Engel an meiner Tafel, wo sie das rohe Filmmaterial mit dem Ton synchronisierte. Dafür arbeitete sie täglich direkt mit Campion bei der Sichtung der Muster zusammen. Diese Erfahrung bezeichnete Oliver später als „lebensverändernd“.
Einige Jahre später verließ sie Neuseeland und ließ sich in England nieder, wo sie eine Beschäftigung bei einem Filmstudio fand und als Schnittassistentin an zahlreichen Dokumentationen und Werbespots arbeitete. Parallel arbeitete sie an diversen eigenen Filmen. Als Joe Wright einen Editor für seinen Kurzfilm Crocodile Snap suchte, überzeugte sie ihn u. a. mit ihren eigenen Arbeiten.
2005 begann mit dem Schnitt des Fernsehfilms Elizabeth I ihre sehr erfolgreiche Zusammenarbeit mit Regisseur Tom Hooper. Diese Arbeit brachte ihr bei der Primetime-Emmy-Verleihung 2006 eine Nominierung in der Kategorie Outstanding Single-Camera Picture Editing for a Miniseries or a Movie ein. Auch bei Hoopers nächstem Film Die Moormörderin von Manchester übernahm Oliver den Schnitt. Für diesen gewann sie 2007 einen BAFTA TV Award in der Kategorie Best Editing Fiction/Entertainment. Seither zeichnet Oliver für den Schnitt aller Regiearbeiten von Hooper verantwortlich. 2012 arbeitete sie an Hoopers Musical-Adaptation Les Misérables gemeinsam mit Chris Dickens, wobei dieser den Rohschnitt direkt bei den Filmarbeiten übernahm und Oliver in der Postproduktion die Synchronisierung der Musik mit den Bildern überwachte.
Daneben arbeitete sie auch mit Regisseuren wie Cary Joji Fukunaga, Joe Wright, Matthew Warchus und Rowan Joffé zusammen.

## Filmografie (Auswahl)
- 1997: Crocodile Snap (Kurzfilm)
- 1998: Renegade TV Gets Dazed (Fernsehfilm)
- 2001: Blood and Money (Dokumentarfilm)
- 2001: Puff Daddy: Keeping It Real (Dokumentarfilm)
- 2004: Dirty War – Schmutziger Krieg (Dirty War, Fernsehfilm)
- 2005: Faith (Fernsehfilm)
- 2005: Elizabeth I (zweiteiliger Fernsehfilm)
- 2006: Die Moormörderin von Manchester (Longford, Fernsehfilm)
- 2007: Celebration (Fernsehfilm)
- 2007: Mansfield Park (Fernsehfilm)
- 2007: Brick Lane
- 2008: John Adams – Freiheit für Amerika (John Adams, Fernsehserie, sieben Episoden)
- 2009: The Damned United – Der ewige Gegner (The Damned United)
- 2009: Creation
- 2010: The Special Relationship (Fernsehfilm)
- 2011: Jane Eyre
- 2012: Anna Karenina
- 2012: Les Misérables
- 2014: Pride
- 2014: Ich. Darf. Nicht. Schlafen. (Before I Go to Sleep)
- 2015: The Danish Girl
- 2016: Bridget Jones’ Baby (Bridget Jones’s Baby)
- 2017: Victoria & Abdul
- 2019: Judy
- 2019: Cats
- 2022: Roald Dahls Matilda – Das Musical (Roald Dahl’s Matilda the Musical)
- 2023: Kleine schmutzige Briefe (Wicked Little Letters)